# Ley Regulatoria del Ferrocarril de 1844
La Ley Regulatoria del Ferrocarril de 1844 es una disposición promovida por el Parlamento del Reino Unido que proporcionaba un estándar mínimo para los pasajeros transportados por el ferrocarril. Obligó a las compañías ferroviarias a introducir servicios a un precio asequible destinados a las personas más pobres, lo que permitió que pudieran viajar para buscar trabajo. Es una de las Leyes Regulatorias del Ferrocarril de 1840 a 1893.

## La situación previa
Hasta ese momento, había tres o más clases de coches, siendo generalmente los de tercera clase simples vagones de mercancías abiertos, a menudo sin asientos, denominados sarcásticamente como "Stanhopes" (coches de caballos de un solo eje y una sola fila de asientos), una corrupción de "Stand-ups" (es decir, coches en los que habría que viajar "de pie"). Durante ese año, un comité designado al efecto había producido seis informes sobre los ferrocarriles a instancias de la Cámara de Comercio presidida por William Gladstone, que finalmente sirvieron de base a la Ley para adjuntar ciertas Condiciones a la construcción de futuros Ferrocarriles autorizados por cualquier Ley de las sesiones actuales o posteriores del Parlamento; y para otros Fines en relación con los Ferrocarriles”, denominada “Ley de Gladstone”.
El proyecto de ley original presentado al Parlamento por Gladstone había sido de gran alcance para su época, e incluso proponía la propiedad estatal de los ferrocarriles y la introducción de sistemas de telegrafía para la gestión del tráfico.

## Contenido
Las principales condiciones establecidas por la Ley eran las siguientes:
- Un tren preparado para el transporte de pasajeros de tercera clase debe circular en cada línea, todos los días de la semana, en cada dirección, con parada en cada estación (que serían originalmente conocidos como "trenes del parlamento").
- La tarifa debe ser de 1d (un penique) por milla.
- Su velocidad media no debe ser inferior a 12 millas por hora (19,3 km/h).
- Los pasajeros de tercera clase deben estar protegidos de las inclemencias del clima y contar con asientos.

A cambio, el operador ferroviario estaba exento de impuestos sobre los ingresos obtenidos con los billetes de los pasajeros de tercera clase. En cualquier caso, el precio no podía considerarse barato para la mayoría de los trabajadores. Un requisito adicional era que se les debería permitir llevar 56 lb (25,4 kg) de equipaje gratis. La aplicación de la ley ayudó a quienes buscaban trabajo, por lo que, como señala Smith, su principal beneficio fue mejorar la oferta de mano de obra.

## Reacción de la compañía ferroviaria
La reacción de muchas compañías ferroviarias fue aceptar a regañadientes la letra, pero no el espíritu de la legislación, y el tren diario con coches para pasajeros de tercera solía programarse en algún horario impopular, como muy temprano por la mañana o muy tarde por la noche. Estos fueron los trenes del parlamento originales. El motivo de la reticencia de las compañías era la posible pérdida de ingresos si no podían evitar que los pasajeros de segunda clase se cambiasen a la tercera si las instalaciones de esta clase se hacían más confortables. Algunas empresas continuaron operando trenes de tercera o cuarta clase inferiores, además del tren del parlamento estándar mínimo.
El Ferrocarril de Midland rompió la política disuasoria de las demás compañías, al disponer compartimentos de tercera con ventanas acristaladas y una lámpara de aceite en el techo, lo que provocó el resentimiento entre sus competidores. Finalmente, en 1875, se mejoró el estándar de la tercera clase y se suprimió la segunda clase, cambiando los rótulos de los coches. En su momento, esta disposición causó un escándalo ahora difícil de imaginar. En el siglo XIX se daba una rígida distinción entre las clases sociales, y existía la creencia de que el ferrocarril con estos cambios estaba llevando a "las 'clases inferiores' a la igualdad con respecto a los 'mejores'". Sir James Allport, director general del Ferrocarril de Midland, dijo en un discurso:

"Si hay una parte de mi vida pública que miro hacia atrás con más satisfacción es en referencia a las mejoras que introdujimos para los viajeros de tercera clase..."

Otros ferrocarriles siguieron el ejemplo del Midland, y debido a que estaban obligados a proporcionar tercera clase, se produjo la paradoja de que los trenes pasaron a tener primera y tercera clase, pero no segunda, excepto en los trenes cuyo destino era enlazar con barcos. Esta situación persistió hasta el siglo XX, cuando la tercera clase pasó a llamarse segunda clase en 1956, y más adelante sería rebautizada como 'estándar' para eliminar las connotaciones negativas del nombre.